# Santa Rita de Caldas
Santa Rita de Caldas este un oraș din statul Minas Gerais (MG), Brazilia.